# Джурманець
46°12′ пн. ш. 15°50′ сх. д. / 46.2° пн. ш. 15.84° сх. д.
Джурманець (хорв. Đurmanec) – громада і населений пункт в Крапинсько-Загорській жупанії Хорватії.

## Населення
Населення громади за даними перепису 2011 року становило 4 235 осіб. Населення самого поселення становило 836 осіб.
Динаміка чисельності населення громади:
Динаміка чисельності населення центру громади:

## Населені пункти
Крім поселення Джурманець, до громади також входять:
- Доній Мацель
- Горичановець
- Горній Мацель
- Хлевниця
- Хромець
- Єзерище
- Копривниця-Загорська
- Луковчак
- Подбрезовиця
- Пригор'є
- Путковець
- Равнинсько

## Клімат
Середня річна температура становить 9,71°C, середня максимальна – 23,43°C, а середня мінімальна – -6,19°C. Середня річна кількість опадів – 1078,00 мм.
| Клімат поселення                              | Клімат поселення | Клімат поселення | Клімат поселення | Клімат поселення | Клімат поселення | Клімат поселення | Клімат поселення | Клімат поселення | Клімат поселення | Клімат поселення | Клімат поселення | Клімат поселення | Клімат поселення |
| Показник                                      | Січ.             | Лют.             | Бер.             | Квіт.            | Трав.            | Черв.            | Лип.             | Серп.            | Вер.             | Жовт.            | Лист.            | Груд.            |                  |
| Середній максимум, °C                         | 5,36             | 7,19             | 11,22            | 15,50            | 20,34            | 23,43            | 22,88            | 22,35            | 18,42            | 13,32            | 7,82             | 4,30             |                  |
| Середня температура, °C                       | −0,39            | 1,42             | 5,45             | 9,71             | 14,54            | 17,65            | 19,36            | 18,86            | 14,92            | 9,82             | 4,31             | 0,80             |                  |
| Середній мінімум, °C                          | −6,19            | −4,36            | −0,33            | 3,94             | 8,77             | 11,89            | 15,88            | 15,36            | 11,43            | 6,33             | 0,84             | −2,7             |                  |
| Норма опадів, мм                              | 51               | 56               | 74               | 80               | 93               | 126              | 108              | 105              | 105              | 102              | 101              | 77               |                  |
| Середньомісячна швидкість вітру, м/с          | 1.73             | 1.92             | 2.30             | 2.28             | 2.16             | 1.92             | 1.86             | 1.71             | 1.68             | 1.75             | 1.84             | 1.83             |                  |
| Середньомісячна сонячна радіація, кДж/м²·день | 4099             | 6824             | 10459            | 14772            | 18718            | 20446            | 21244            | 18459            | 13703            | 8581             | 4530             | 3230             |                  |
| --------------------------------------------- | ---------------- | ---------------- | ---------------- | ---------------- | ---------------- | ---------------- | ---------------- | ---------------- | ---------------- | ---------------- | ---------------- | ---------------- | ---------------- |
| Джерело:                                      |                  |                  |                  |                  |                  |                  |                  |                  |                  |                  |                  |                  |                  |